# National Board of Review Awards 1961
La 33ª edizione dei National Board of Review Awards si è tenuta il 19 dicembre 1961.

## Classifiche

### Migliori dieci film
- Suspense (The Innocents), regia di Jack Clayton
- Estate e fumo (Summer and Smoke), regia di Peter Glenville
- Giorni senza fine (The Young Doctors), regia di Phil Karlson
- Le canaglie dormono in pace (The Hoodlum Priest), regia di Irvin Kershner
- Vincitori e vinti (Judment at Nuremberg), regia di Stanley Kramer
- Fanny, regia di Joshua Logan
- West Side Story, regia di Jerome Robbins e Robert Wise
- Question 7, regia di Stuart Rosenberg
- Lo spaccone (The Hustler), regia di Robert Rossen
- Uno, due, tre! (One, Two, Three), regia di Billy Wilder

### Migliori film stranieri
- Sergino (Serëža), regia di Georgij Danelija e Igor Talankin
- La ciociara, regia di Vittorio De Sica
- La dolce vita, regia di Federico Fellini
- Sabato sera, domenica mattina (Saturday Night and Sunday Morning), regia di Karel Reisz
- Il ponte (Die brücke), regia di Bernhard Wicki

## Premi
- Miglior film: Question 7, regia di Stuart Rosenberg
- Miglior film straniero: Il ponte (Die brücke), regia di Bernhard Wicki
- Miglior attore: Albert Finney (Sabato sera, domenica mattina)
- Miglior attrice: Geraldine Page (Estate e fumo)
- Miglior attore non protagonista: Jackie Gleason (Lo spaccone)
- Miglior attrice non protagonista: Ruby Dee (Un grappolo di sole)
- Miglior regista: Jack Clayton (Suspense)